# Renúncia de Kamisese Mara
A Renúncia de Kamisese Mara ocorreu quando o presidente das Fiji Ratu Sir Kamisese Mara renunciou supostamente sob coação em 29 de maio de 2000 e entregou o poder ao comodoro Frank Bainimarama.
Se a renúncia de Mara foi de fato forçada foi objeto de uma investigação policial a partir de maio de 2003.

## Contexto
Uma crise espoletou nas Ilhas Fiji em 19 de maio de 2000 com o golpe de Estado de 2000, quando homens armados liderados por George Speight invadiram o Parlamento e sequestraram o primeiro-ministro Mahendra Chaudhry, vários ministros e vários parlamentares. Speight se declarou primeiro-ministro e ordenou que Mara deixasse a presidência. Mara se recusou a negociar com os conspiradores e decidiu, em vez disso, demitir o governo sequestrado e assumir os poderes de emergência.

## Controvérsia em torno da renúncia
No que os políticos chamam de "golpe dentro de golpe", Ratu Mara foi levado ao navio de guerra Kiro em 28 de maio, onde teria sido abordado por um grupo de militares e policiais incumbentes e reformados que ordenaram que suspendesse a Constituição. Quando ele se recusou ("Se a Constituição for, eu vou", declarou ele desafiadoramente) a delegação, incluindo o Comandante das Forças Armadas, Comodoro Frank Bainimarama, o Presidente do Grande Conselho de Chefes e ex-primeiro-ministro Sitiveni Rabuka (que havia instigado dois golpes de Estado em 1987), o ex-comandante militar Ratu Epeli Ganilau (genro de Mara), e o comissário de polícia Isikia Savua, pediram e possivelmente forçaram a renúncia de Mara. Ele foi posteriormente levado para sua ilha natal nas Ilhas Lau.
Mahendra Chaudhry, o primeiro-ministro deposto, apoiou publicamente a versão dos eventos relatados por Mara e alegou ainda que o mesmo foi chantageado com uma ameaça de matar sua filha, Adi Koila Mara Nailatikau, que era uma das reféns. Outra das filhas de Mara, Adi Ateca Ganilau, no entanto, disse que seu pai involuntariamente optou por renunciar em vez de ceder às exigências dos militares de que ele revogasse a constituição, e que mais tarde recebeu uma oferta de reintegração, mas recusou porque estava aborrecido com o fato de a constituição ter sido revogada. O comodoro Bainimarama defendeu seu papel no incidente dizendo que Ratu Mara era "um velho tolo" e sua remoção era "necessária" na época. Chaudhry, por sua vez, afirmou que Ilisoni Ligairi, chefe de segurança de Speight, disse a ele que Savua e o ex-primeiro-ministro Rabuka estavam envolvidos no planejamento do golpe. "Ligairi não pode mentir porque ele estava muito envolvido e agora está aguardando julgamento na ilha de Nukulau", disse Chaudhry.
Em 29 de abril de 2001, Mara acusou publicamente o chefe de polícia, coronel Isikia Savua e o ex-primeiro-ministro Sitiveni Rabuka, de instigarem o golpe. No que seria sua última entrevista pública, Mara alegou que George Speight - que estava no mento sob custódia e que seria depois condenado por traição - era apenas uma fachada e disse ao programa televisivo Close-Up na Fiji Television, que confrontou Savua e Rabuka dois dias após o golpe sobre seu possível envolvimento. Também afirmou ao programa que logo após a ocupação forçada do Parlamento por Speight, Rabuka telefonou para a Government House (a residência oficial do presidente) para se oferecer para formar um governo e, igualmente, que ficou chocado ao saber que a Unidade de Guerra Contrarrevolucionária do Exército estava envolvida no golpe. Alegou que eles levaram George Speight ao Parlamento e que seus oficiais superiores lhes forneceram ajuda.
O regime militar que assumiu nomeou Ratu Josefa Iloilo, que havia sido vice-presidente de Mara, para sucedê-lo em 13 de julho de 2000. Depois que o golpe foi anulado, o Supremo Tribunal decidiu em 15 de outubro de 2000 que a substituição de Mara era inconstitucional e ordenou sua reintegração, mas Mara decidiu poupar o país de mais trauma constitucional ao renunciar oficialmente, com sua renúncia retroativa a 29 de maio de 2000.

## Investigações
Em 21 de maio de 2003, o Departamento de Investigações da Polícia confirmou que havia aberto uma investigação sobre a renúncia do ex-presidente de Fiji, Ratu Mara.
O Comissário de Polícia Andrew Hughes foi encarregado das investigações policiais referentes ao golpe de 2000. Hughes também foi responsável pelo inquérito para averiguar se realmente o presidente foi forçado a renunciar, incluindo o envolvimento do comodoro Frank Bainimarama no episódio, sendo este um dos sete casos principais em que a polícia estava trabalhando.
A polícia declarou que estava enfrentando "muitos desafios" em sua investigação, constatando que muitos policiais não cooperavam. 
Em 30 de abril de 2004, a polícia de Fiji disse que estava examinando de perto a gravação da última entrevista de Mara, na tentativa de descobrir novas pistas.
Assim, no mesmo mês, o porta-voz da polícia, Mesake Koroi, disse que muitos "boatos e rumores" estavam circulando que não se sustentavam no tribunal. Muitas testemunhas se recusaram a falar. "Infelizmente, estamos atingindo uma barreira em nossas investigações no momento", disse Koroi.